# استعمار جديد
الاستعمار الجديد (بالإنجليزية: Neocolonialism)‏ هو استغلال الرأسمالية والعولمة والاستعمار الثقافي للتأثير على بلد نامٍ بدلًا من الأساليب الاستعمارية السابقة للسيطرة العسكرية المباشرة (الإمبريالية) أو السيطرة السياسية غير المباشرة (الهيمنة).
صُكَّ هذا المصطلح من قِبل الفيلسوف الفرنسي جان بول سارتر في عام 1956، واستُخدم لأول مرة من قبل كوامي نكروما لوصف حالة البلدان الإفريقية المارّة بعملية إنهاء الاستعمار في ستينيات القرن العشرين. نوقشت فكرة الاستعمار الجديد في أعمال المفكرين الغربيين مثل جان بول سارتر (الاستعمار والاستعمار الجديد، 1964) ونعوم تشومسكي (اتصال واشنطن والفاشية في العالم الثالث، 1979).

## أصول

كوامي نكروما (وهو مصور في طابع بريد سوفيتي) كان سياسيا غانيا صاغ لفظ "الاستعمار الحديث"

في أعقاب الحرب العالمية الثانية التي انتهت عام 1945، وبعد صدور ميثاق الأمم المتحدة، الذي دعا صراحة إلى الحرية وتصفية الاستعمار وضمان حق تقرير المصير للشعوب الواقعة تحت نير الاستعمار، نتج عن ذلك عدم أحقية أية دولة في استعمار دولة أخرى، وإخضاع شعبها لحكمها المباشر أو غير المباشر.
إلا أن دول الاستعمار القديم لجأت إلى ربط الدول التي كانت تستعمرها بمعاهدات واتفاقيات طويلة الأمد قبل خروجها عسكرياً منها. كرّست هذه الاتفاقيات الهيمنة الاقتصادية والفكرية وحتى السياسية حيث باتت الدول المستقلة حديثاً رهينة قرارها بشكل أو بآخر للدول التي كانت تستعمرها.

## الهيمنة الاقتصادية الاستعمارية الجديدة
في عام 1961، فيما يتعلق بالآلية الاقتصادية للسيطرة الاستعمارية الجديدة، قال الثوري الأرجنتيني تشي جيفارا في خطابه كوبا: الاستثناء التاريخي أو الطليعة في الكفاح ضد الاستعمار؟ قال التشي غيفارا الثوري الأرجنتيني:
نحن، المشار إليهم بلباقة باسم البلدان «النامية»، في الحقيقة، بلدان استعمارية أو شبه استعمارية أو تبعية. ونحن بلدان شُوهت اقتصاداتها بسبب الإمبريالية، التي طورت بشكل غير طبيعي تلك الفروع من الصناعة أو الزراعة اللازمة لاستكمال اقتصادها المعقد. إن «التنمية»، أو التنمية المشوهة، تجلب تخصيصًا خطيرًا في المواد الخام، وهو خطر يهدد جميع شعوبنا بالجوع. ونحن «الدول النامية» من لديهم أيضًا المحصول الواحد والمنتج الواحد والسوق الواحدة. منتج واحد يعتمد بيعه غير المؤكد على سوق واحدة تفرض الشروط. هذه هي الصيغة العظيمة للهيمنة الاقتصادية الإمبريالية.

### نظرية التبعية
نظرية التبعية هي التوصيف النظري للاستعمار الاقتصادي الجديد. وهي تقترح أن يتألف النظام الاقتصادي العالمي من البلدان الغنية في المركز، والبلدان الفقيرة في الهامش. يستخرج الاستعمار الاقتصادي الجديد الموارد البشرية والطبيعية لبلد فقير ما لضخها إلى اقتصادات البلدان الغنية. وهي تزعم أن فقر البلدان الواقعة على هامش المنطقة نتيجة لتكامل هذه البلدان في النظام الاقتصادي العالمي. إن نظرية التبعية مستمدة من التحليل الماركسي للتفاوت الاقتصادي داخل النظام الاقتصادي العالمي، لذا فإن عدم نماء الدول الهامشية هو نتيجة مباشرة لنماء الدول في المركز. وتتضمن النظرية مفهوم شبه المستعمرة من أواخر القرن التاسع عشر. وتُناقِض النظرية المنظور الماركسي لنظرية التبعية الاستعمارية مع الاقتصاد الرأسمالي الذي يقترح أن الفقر مرحلة إنمائية في تقدم البلد الفقير نحو الاندماج الكامل في النظام الاقتصادي العالمي. وقد أثر أنصار نظرية التبعية، مثل المؤرخ الفنزويلي فيديريكو بريتو فيغيروا الذي بحث في الأسس الاجتماعية الاقتصادية للتبعية الاستعمارية الجديدة، على تفكير الرئيس السابق لفنزويلا، هوغو تشافيز.

### الحرب الباردة
في الفترة الممتدة بين منتصف وأواخر القرن العشرين، وفي سياق الصراع الأيديولوجي بين الولايات المتحدة والاتحاد السوفييتي، اتهمت كل دولة ودولها التابعة بعضها بعضًا بممارسة الاستعمار الجديد في مساعيها الاستعمارية والمهيمنة. شمل الصراع حروبًا بالوكالة خاضتها دول عميلة في الدول المُنهى استعمارها. اتهمت كوبا وحلف وارسو ومصر تحت حكم جمال عبد الناصر (1956-70) وآخرون غيرهم الولايات المتحدة بدعم حكومات معادية للديمقراطية لا يمثل نظامها مصالح شعوبها، والإطاحة بالحكومات المنتخبة (الإفريقية والآسيوية والأمريكية اللاتينية) التي لم تدعم المصالح الجغرافية السياسية للولايات المتحدة.
في ستينيات القرن العشرين، وتحت قيادة الرئيس المهدي بن بركة، اعترف مؤتمر القارات الثلاث الكوبي (منظمة التضامن مع شعوب آسيا وإفريقيا وأمريكا اللاتينية) بثورة معاداة الاستعمارية وأيدها كوسيلة للشعوب المستعمرة في العالم الثالث لنيل حقها في تقرير المصير، ما أغضب الولايات المتحدة وفرنسا. وعلاوة على ذلك، ترأس الرئيس المهدي بن بركة اللجنة المعنية بالاستعمار الجديد التي تناولت العمل تجاه حل تورط  القوى الاستعمارية في الأقاليم المُنهى استعمارها وقال إن الولايات المتحدة باعتبارها الدولة الرأسمالية الرائدة في العالم، هي عمليًا الفاعل السياسي الاستعماري الجديد الرئيسي.

## انظر ايضًا
- إمبريالية لغوية
- الاستعمار الثقافي
- استيلاء ثقافي